# Oscarsteatern
Oscarsteatern (ofte omtalt som Oscars) er et svensk privatteater for operette og musicals beliggende på Kungsgatan 63 i Stockholm og er en del af Kungsbropalatset. Teatret blev designet i jugendstil af arkitekt Axel Anderberg og åbnede i 1906. Salonen har plads til 905 gæster. Teatret er opkaldt efter kong Oscar 2. Bygningen har været fredet siden 1982.

## Historie
Oscarsteatern blev bygget i 1905-1906 med Isaac Hirsch som bygherre og opkaldt efter den daværende regerende monark, Oscar 2. Axel Anderberg (arkitekt for Kungliga Operan, fra 1898) blev ansat på projektet som arkitekt. Det nye teater blev bygget sammen med Kungsbropalatset i tyskinspireret jugendstil. Salonen havde 1175 siddepladser og var dekoreret med hvid stuk og forgyldt ornamentik i relief. Vicke Andrén havde udført det store plafondmaleri. Det nye teater stod klar til åbning den 6. december 1906. Efter at have overvejet navne som "Albertteatern" og "Kungsteatern" faldt valget endelig på Oscarsteatern, efter at Kongen gav sit samtykke til navnet og lovede at deltage ved indvielsen.
Da Gustav Wally overtog teatret, fik han lavet dekorationerne i salonen om, idet de blev malet røde, de grønne stole blev udskiftet med røde, armaturerne blev udskiftet og mahognidørene malet over. I 1971-1974 blev teatret lukket på grund af renovering, og samtidig blev salonen restaureret tilbage til sit oprindelige udseende.
Albert Ranft, Stockholms store teaterpersonlighed på dette tidspunkt, valgte fra begyndelsen at drive Oscarsteatern som operettescene og frem til 1926. Efter mere fokus på skuespillet under lederne Pauline Brunius, John W. Brunius og Gösta Ekman i perioden 1926-1931, vendte den efterfølgende ledelse Hjalmar Lundholm 1932-1938, Ernst Eklund 1938-1941 og Gustaf Wally 1941-1947 tilbage til operetteanvendelsen. I 1947 overtog Sandrewskoncernen hovedstadens operettescene på trods af, at Oscarsteatern ikke gav noget stort overskud, og koncernen fortsatte med at sætte nye musicals op, eksempelvis Annie Get Your Gun og Kiss Me, Kate.

## Kendte opsætninger
Blandt Oscarsteaterns store opsætninger kan nævnes musicalen My Fair Lady, der byggede på George Bernard Shaws komedie Pygmalion. Skuespilleren Jarl Kulle debuterede i musicalgenren som "Professor Higgins", mens hans medstjerne Ulla Sallert i forvejen var en erfaren musikalsk artist. Mellem 1959 og 1961 blev My Fair Lady spillet 766 gange på teatret, og i 1970'erne blev den samme forestilling opsat 385 gange. Kulle gentog rollen, mens Sallert erstattedes af Anna Sundqvist.
Én af teatrets største succeser gennem tiden er Andrew Lloyd Webbers The Phantom of the Opera. Musicalen havde premiere den 27. oktober 1989 og kørte i seks år med 1173 forestillinger og blev set af i alt 1.055.800 tilskuere. I 1998 overtog Vicky von der Lancken Oscarsteatern, og siden da har musicals, farcer og revyer afløst hinanden, bl.a. Guys and Dolls, Fångad på nätet, Lorry og Saturday Night Fever. Siden 2004 har Oscarsteatern og 2Entertain haft fælles ledelse. I 2006 var der 100-års-jubilæum, hvilket blev fejret med en skandinavisk premiere på musicalen Singin' in the Rain samt en særforestilling med det bedste fra Oscarsteatern gennem teatrets historie.